# Space Man
Space Man – utwór muzyczny brytyjskiego piosenkarza Sama Rydera, wydany w formie singla w lutym 2022 i umieszczony na debiutanckim albumie studyjnym artysty pt. There’s Nothing but Space, Man! (2022). Piosenkę napisali Sam Ryder, Amy Wadge i Max Wolfgang.
Utwór w 2022 zajął drugie miejsce w finale 67. Konkursie Piosenki Eurowizji w Turynie, w którym reprezentował Wielką Brytanię.
Piosenka dotarła do drugiego miejsca na brytyjskiej liście przebojów i była notowana w kilku europejskich listach przebojów, a także trafiła na 93. miejsce zestawienia Billboard Global 200. Utwór był trzecim najchętniej kupowanych singlem w 2022 w Wielkiej Brytanii.